# 大須賀二朗
大須賀 二朗（おおすが じろう、1924年12月6日 - 2008年11月4日）は、日本の経営者。ダイハツ工業社長を務めた。大阪府大阪市出身。

## 経歴
1937年に京都帝国大学工学部応用物理科を卒業し、同年にダイハツ工業に入社。
1971年12月に取締役に就任し、常務、専務を経て、1986年9月に副社長を就任。1988年6月に社長に昇格し、1992年6月には会長に就任。
1989年4月に藍綬褒章を受章し、1995年11月に勲二等瑞宝章を受章。
2008年11月4日心不全のために死去。83歳没。